# Eklavmal
Eklavmal (Infurcitinea argentimaculella) är en fjärilsart som beskrevs av Henry Tibbats Stainton 1849. Eklavmal ingår i släktet Infurcitinea och familjen äkta malar. Enligt den finländska rödlistan är arten otillräckligt studerad i Finland. Enligt den svenska rödlistan är arten nära hotad i Sverige. Arten förekommer i Götaland, Öland och Svealand. Artens livsmiljö är skogslandskap, jordbrukslandskap. Inga underarter finns listade i Catalogue of Life.